# Гаджикасимов Онєгін Юсиф-огли
Онєгін Юсифогли Гаджикасимов (азерб. Onegin Yusif oğlu Hacıqasımov; ієросхимонах Симон; 4 червня 1937, Баку — 30 червня 2002, Оптіна пустинь, Калузька область, Росія) — радянський поет-пісняр, згодом ієросхимонах Оптіної пустині. .

## Біографія
Батьки належали до аристократичних родин, з яких пішли багато відомих у історії  і культурі Азербайджану політиків, юристів, лікарів, літераторів.
Батько — Юсиф-бей Гаджикасимов (1892—1960), закінчив юридичний факультет Московського університету.
Мати — Махтабан-ханум Гаджикасимова (1905—1980), знавець російської літератури і поезії. У рік народження сина відзначалося 100-річчя з дня смерті Олександра Сергійовича Пушкіна, і син був названий на честь улюбленого героя матері — Євгенія Онєгіна.
Молодший брат Онєгіна, Нізамі (1942—2003), що народився в рік 800-річчя поета Нізамі Гянджеві, був названий на його честь.
Онєгін закінчив Літературний інститут імені Горького у Москві і став згодом одним з найпопулярніших поетів-піснярів СРСР 1960-1980-х років. Онєгін Гаджикасимов  переклав російською мовою багато іноземних пісень.
У 1985 році прийняв православ'я. Був хрещений з ім'ям Олег. Навесні 1989 року Олег Гаджикасимов прийшов паломником у відновлений монастир Оптіна пустинь.  В журналі чергувань розписувався «Гакасимов», приховуючи від усіх свою колишню мирську славу. 3 грудня 1989 року, напередодні престольного свята Введення в храм Пресвятої Богородиці, був прийнятий до числа братії Оптіної пустелі. 
У 1991 році намісником монастиря архімандритом Венедиктом (Пеньковим) пострижений у чернецтво з іменем Сілуан. Пізніше був пострижений у велику схиму з ім'ям Симон.
Помер 30 червня 2002 року від раку. Похований на кладовищі села Лямцино Домодєдовського району Московської області.